# Cipotânea
Cipotânea é um município brasileiro do estado de Minas Gerais. De acordo com o censo realizado pelo Instituto Brasileiro de Geografia e Estatística (IBGE) em 2022, sua população naquele ano era de 5 581 habitantes.
O município vive da agropecuária e é conhecido pela produção artesanal em palha de milho. Suas principais atrações são as festas do milho (Julho) e o jubileu de São Caetano (Agosto), que são comemoradas todos os anos. O povoamento, com o nome de São Caetano do Xopotó, foi fundado por bandeirantes portugueses em 1711. O município de Cipotânea é banhado pelo Rio Xopotó e seus afluentes Rio Espera e Rio Brejaúba. Cipotânea limita-se com os municípios de Alto Rio Doce, Rio Espera, Brás Pires e Senhora de Oliveira.  
Cipotânea possui uma belíssima igreja matriz, consagrada ao padroeiro São Caetano, santo italiano, fundador da Ordem dos Teatinos. Desde os anos de 1970, a paróquia de São Caetano tem como vigário o Padre Rogério Venâncio de Rezende. O Prefeito Municipal, eleito para o quadríênio 2021-2024 é o Sr. Roberto Henriques de Oliveira.

## Geografia
Conforme a classificação geográfica mais moderna (2017) do IBGE, Cipotânea é um município da Região Geográfica Imediata de Barbacena, na Região Geográfica Intermediária de Barbacena.

## Demografia
Segundo dados do Censo 2010, a população do município é de 6.547 hab, sendo 3.014 hab. na zona urbana (46%) e 3.533 hab. na zona rural  (54%).